# Полосухин, Александр Порфирьевич
Александр Порфирьевич Полосухин (6 (19) октября 1901 — 4 сентября 1965) — советский физиолог, академик АН Казахской ССР (1954), заслуженный деятель науки Казахской ССР (1944).

## Биография
Окончил медицинский факультет Пермского университета, а в 1932 году там же аспирантуру.
С 1933 года по 1937 год работал на кафедре Свердловского медицинского института.
В 1937—1938 годах был заведующим кафедрой в Сочинского медицинского института.
С 1938 года заведующий кафедрой физиологии Казахского медицинского института в Алма-Ате.
С 1944 года директор института физиологии АН Казахской ССР.
С 1955 по 1965 год вице-президент АН КазССР.
Похоронен на Центральном кладбище города Алма-Аты.

## Основные научные работы
На основе изучения патогенеза шока предложил противошоковую жидкость.
- Полосухин А. П. Экстероцептивная и интероцептивная регуляция кровообращения, дыхания и лимфотока. — М., 1952.
- Полосухин А. П. Материалы по регуляции венозного кровообращения. — М., 1955.
- Избранные труды. — Алма-Ата, 1967.